# سوزان وانج
سوزان وانج (بالإنجليزية: Suzanne Whang)‏ هي ممثلة أمريكية، ولدت في 28 سبتمبر 1962 في الولايات المتحدة.

## أعمال

### أفلام
- (2005) إديسون
- (2005) قسطنطين[5]

### مسلسلات
- جاغ
- رجلان ونصف
- عقول إجرامية
- كولد كيس

## وصلات خارجية
- سوزان وانج على موقع IMDb (الإنجليزية)
- سوزان وانج على موقع روتن توميتوز (الإنجليزية)
- سوزان وانج على موقع ألو سيني (الفرنسية)
- سوزان وانج على موقع أول موفي (الإنجليزية)
- سوزان وانج على موقع قاعدة بيانات الأفلام السويدية (السويدية)
- سوزان وانج على موقع قاعدة بيانات الفيلم (الإنجليزية)
- سوزان وانج على موقع كينوبويسك (الروسية)